# بروس هيمفيل
بروس هيمفيل (بالإنجليزية: Bruce Hemphill)‏ هو مسير أعمال جنوب أفريقي، ولد في يونيو 1963.